# Ranunculus kuepferi
Ranunculus kuepferi Greuter & Burdet – gatunek rośliny z rodziny jaskrowatych (Ranunculaceae Juss.). Występuje we Francji, Szwajcarii, Austrii oraz Włoszech. 

## Morfologia

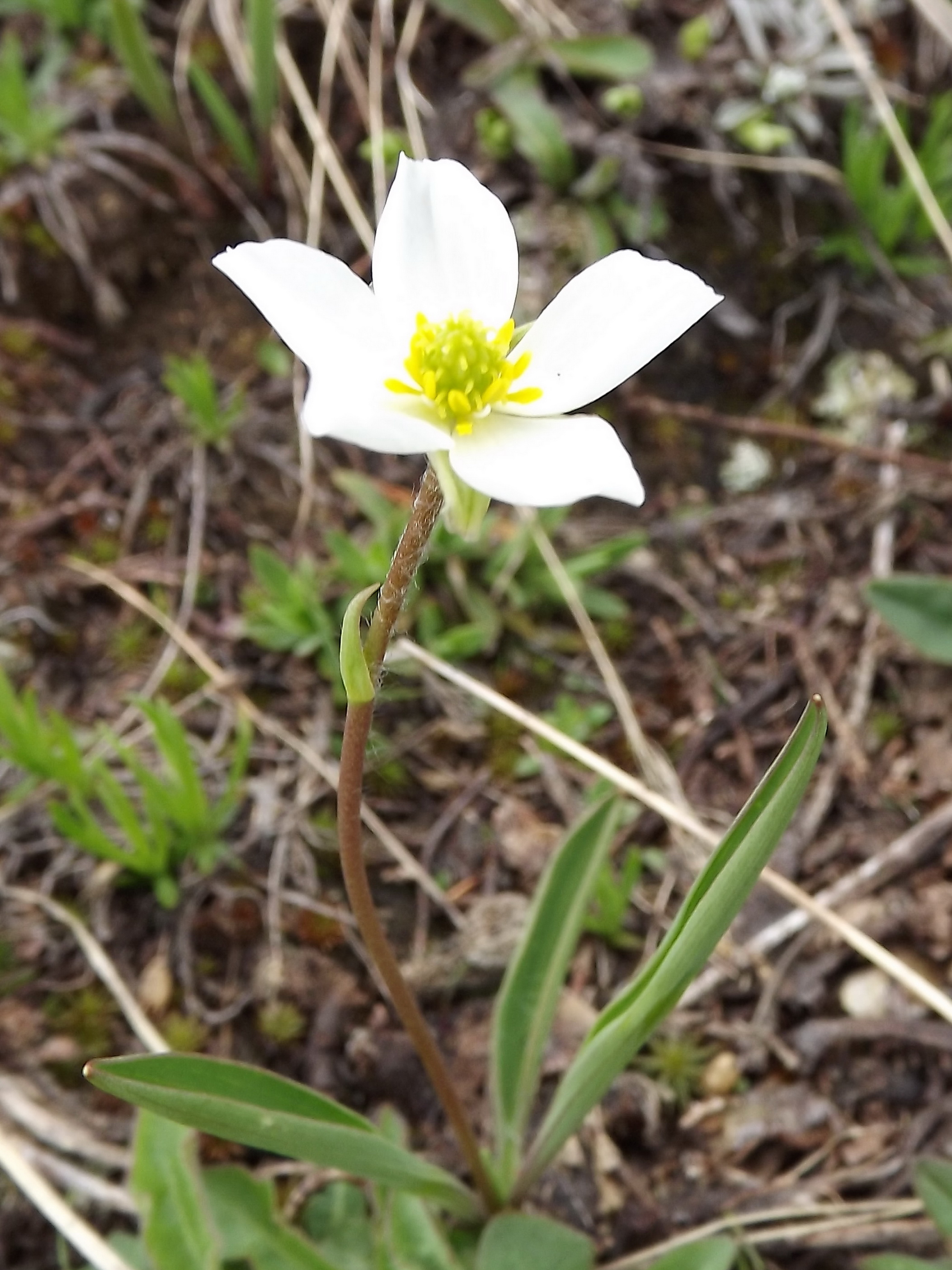
Kwiat

PokrójBylina o solidnych pędach. Roślina w górnych partiach jest lekko owłosiona. Dorasta do 5–20 cm wysokości.
LiścieSą nagie. Mają liniowy kształt.
KwiatyMają białą barwę. Dorastają do 20–25 mm średnicy. Działki kielicha mają żółtawozieloną barwę.
Gatunki podobneRoślina jest podobna do gatunku R. pyrenaeus, ale pędy są solidniejsze oraz ma białe kwiaty z żółtawozielonymi działkami kielicha.

## Biologia i ekologia
Rośnie w miejscach, gdzie zalega śnieg. Występuje na obszarach górskich na wysokości od 1500 do 2800 m n.p.m. Kwitnie od maja do lipca. 